# 목요일 (영화)
《목요일》(영어: Thursday)은 미국에서 제작된 1998년 블랙 코미디 범죄 스릴러 영화이다. 스킵 우즈가 연출, 각본, 제작을 맡았으며, 우즈의 감독 데뷔작이다. 토머스 제인 등이 출연하였고, 앨런 풀 등이 제작에 참여하였다. 1999년 제17회 코냐크 영화제에서 심사위원 특별상을 수상하였다.

## 줄거리
몇 년 전 로스앤젤레스에서 마약 거래 일을 했던 케이시는 과거를 뒤로 하고 휴스턴에서 건축가로 일하고 있으며 아내와 아이를 입양하려는 중이다. 그러나 옛 동업자 닉이 목요일에 헤로인을 들고 나타나면서 케이시는 하루 종일 마약과 살인의 소동에 휘말린다.

## 출연진
- 토머스 제인 - 케이시 웰스 역
- 에런 엑하트 - 닉 역
- 폴리나 포리스코바 - 댈러스 역
- 제임스 러그로 - 빌리 힐 역
- 폴라 마셜 - 크리스틴 역
- 마이클 지터 - 자비스 박사 역
- 글렌 플러머 - 아이스 역
- 미키 루크 - 캐저로프 형사 역
- 숀 마이클 하워드 - 지미 역
- 게리 도단 - 레스터 “볼핀” 제임스 역
- 럭 하리 - 계산대 직원 역
- 배리 K. 윌러퍼드 - 경관 역
- 브라이언 훅스 - 제리 역

## 기타 제작진
- 공동 제작: 크리스틴 시크스, 스킵 우즈
- 라인 제작: W. 마크 맥네어
- 배역: 크리스틴 시크스
- 미술: 크리스 앤서니 밀러
- 의상: 마크 브리지스